# Остаци цркве Светог Марка у Беолињи
Остаци цркве Светог Марка и камени крст-сеоске заветине у Беолињи, насељеном месту на територији општине Сврљиг, налазе се изнад села, на мањем узвишењу, а испод јаког извора врела код воденице, у подножју пошумљеног узвишења, налазе се рушевина сакралног објекта мањих димензија – црквица Св. Марка. Црквица је највероватније подигнута после ослобођења ових крајева од Турака 1833.године. На то указује и заветни камен са 1817. годином, који је подигнут по свему судећи пре изградње објекта.
Црква посвећена Светом Марку је сакрални објекат мањих димензија, чији су апсидални део, а такође и северни и јужни зид очувани су до висине од око два метра. Начињени су од камена и сиге. Преостали делови зидова су у темељима и продужавају се још неколико метара западно. То су делови припрате и наоса. У доњим зонама зидова постоје делови малтера што указује да је била омалтерисана, али не и живописана, јер остатака малтера нема. Kрај цркве су дрвене ограде коришћене за кровну конструкцију. Kамене плоче око храма су вероватно служиле као кровни покривач.
Kрај цркве се налази добро очуван камени оброчни крст – сеоска заветина, мањих димензија. На краковима поседује по три јабучасте полулопте и других украса нема. У средишњем делу урезан је још један крст, око кога су карактеристична слова: ИС, ХС, НИ, KА.
На осталом делу крста је следећи текст:
| „ | Овај крст подижу св. спостолу евангелисту Марку – за успоселска заветина мену живих и мртвих дома: браћа: Ћира и Станол: игњатовићи: из село Белоиње 25.април 1817 | ” |

На темељима старијег храма подигнута је нова црква истог посвећења.